# Блік
Blick — це швейцарська щоденна газета, заснована в Цюриху 1959 року. Її створення ініціював видавець Гельмут Кіндлер, який взяв за зразок німецький таблоїд Bild. Газету видає видавництво Ringier . Спочатку газета виходила лише німецькою мовою, але з червня 2021 року з'явилася французька версія вебсайту, що має окрему редакцію у франкомовній Швейцарії.

## Початок та становлення (1959–1970-ті)
Перший номер газети вийшов 14 жовтня 1959 року тиражем 48 000 примірників. Blick одразу зіткнувся з критикою з боку політиків та офіційної преси через свій бульварний стиль, що фокусувався на злочинах, нещасних випадках, темі сексу та спорті. Попри це, газета швидко здобула популярність у Швейцарії. Уряд оголосив, що не має підстав для заборони такого виду журналістики. До середини 1960-х років Blick став найбільш тиражною щоденною газетою країни, досягнувши 200 000 примірників.
Газета також відома своїми сенсаційними публікаціями. Наприклад, 1 червня 1963 року вона зробила необережність, опублікувавши заголовок «Великий папа помер», коли Понтифік був ще живий. Згодом, 1997 року, висвітлюючи різанину в Луксорі, газета відретушувала фотографію, додавши до зображення кров, за що була змушена публічно просити вибачення.
З 1969 року видавництво почало випускати недільне видання — Sonntags-Blick.

## Період розквіту та спад популярності (1980–1990-ті)
У 1980-х роках під керівництвом головного редактора Петера Юберсакса Blick позиціонував себе як праве популістське медіа. Тираж газети значно зріс завдяки лотереям «Бінго», які вона почала проводити з листопада 1982 року. Пік популярності припав на 1986 рік, коли тираж сягнув приблизно 380 000 примірників.
З 1990-х років газета почала втрачати читачів, що призвело до частих змін головних редакторів. Це змусило керівництво змінити журналістську стратегію. Газета розширила тематику, включивши репортажі про культуру, думки лівих політиків та повернувшись до акценту на скандалах, злочинах та житті знаменитостей.

## Сучасний стан та розвиток
Тираж та аудиторія:  2001 року щоденний тираж Blick становив 309 000 примірників, а аудиторія — 739 000 осіб. 2010 року тираж скоротився до 214 880, але газета все ще залишалася третьою за популярністю в країні. З 2004 року вона видається у форматі таблоїда.
Франкомовна версія: У червні 2021 року Blick запустив франкомовну версію свого вебсайту. Для цього в Лозанні було створено нову редакцію, співзасновники Мішель Жаннере та Тома Делеша  Цей крок дозволив газеті розширити свою аудиторію у франкомовній Швейцарії.
У травні 2022 року до команди приєднався журналіст Рішар Верлі, ⁣ лауреат премії Жана Дюмюра 2020 року, для висвітлення європейських новин.